# Europamästerskapen i fälttävlan 2005
Europamästerskapen i fälttävlan 2005 arrangerades vid Blenheim Palace, Storbritannien. Tävlingen var den 27:e upplagan av Europamästerskapen i fälttävlan.

## Resultat
| Placering | Ryttare          | Häst         | Land |
| --------- | ---------------- | ------------ | ---- |
| 1         | Zara Phillips    | Toytown      | GBR  |
| 2         | William Fox-Pitt | Tamarillo    | GBR  |
| 3         | Ingrid Klimke    | Sleep Late   | GER  |
| 4         | Karin Donckers   | Gormley      | BEL  |
| 5         | Frank Ostholt    | Air Jordan   | GER  |
| 6         | Piia Pantsu      | Ypäjä Karuso | FIN  |
| 30        | Dag Albert       | Whos Blitz   | SWE  |
| 36        | Tobias Grönberg  | Amaretto     | SWE  |
| 44        | Katrin Norling   | Pandora Emm  | SWE  |

| Placering | Land           |
| --------- | -------------- |
| 1         | Storbritannien |
| 2         | Frankrike      |
| 3         | Tyskland       |
| 4         | Sverige        |